# Kelowozaur
Kelowozaur (Callovosaurus) – rodzaj ornitopoda z grupy iguanodontów (Iguanodontia). Gatunkiem typowym rodzaju jest Callovosaurus leedsi, opisany w 1889 roku przez Richarda Lydekkera pod nazwą Camptosaurus leedsi. Holotypem jest lewa kość udowa pochodząca z kelowejskich osadów w Oxford Clay w pobliżu Peterborough w Anglii. Przez późniejszych autorów był klasyfikowany w rodzinach Hypsilophodontidae, Camptosauridae lub Iguanodontidae, a przez niektórych tylko w Iguanodontia, choć w niektórych publikacjach uważano, że jest bliżej spokrewniony z driozaurem niż z kamptozaurem. Ponadto niekiedy uznawano go za nomen dubium. W 1980 roku Peter Galton przeniósł gatunek do odrębnego rodzaju Callovosaurus. W 2007 roku Ruiz-Omeñaca i współpracownicy przeanalizowali budowę holotypu i doszli do wniosku, że należy ona do przedstawiciela Dryosauridae. Cechami wskazującymi na taką pozycję filogenetyczną holotypu są: łukowato wygięty trzon, proksymalnie umiejscowiony wysunięty czwarty krętarz, dobrze wykształcone i oddzielone od czwartego krętarza zagłębienie wypełnione mięśniem ogonowo-udowym długim (M. caudifemoralis longus) oraz przedni rowek międzykłykciowy. Przynależność kelowozaura do Dryosauridae potwierdziła również m.in. późniejsza analiza kladystyczna przeprowadzona przez McDonalda i współpracowników. Jeśli teoria ta jest prawidłowa, byłby on najstarszym znanym przedstawicielem tego kladu. Kość udowa mierzy 28 cm długości, co pozwala oszacować długość całego zwierzęcia na około 2,5 m